# محمد شكري (لاعب كرة قدم)
محمد شكري هو لاعب كرة قدم مصري، ولد في 6 يوليو 1999.
ولد في محافظ